# 4693 Drummond
4693 Drummond è un asteroide della fascia principale. Scoperto nel 1983, presenta un'orbita caratterizzata da un semiasse maggiore pari a 2,2799726 au e da un'eccentricità di 0,0829872, inclinata di 4,86138° rispetto all'eclittica.
L'asteroide è dedicato all'astronomo britannico Jack D. Drummond.